# Емінем
Маршалл Брюс Метерз III (англ. Marshall Bruce Mathers III; нар. 17 жовтня 1972, Сент-Джозеф, Міссурі, США), відоміший під сценічним псевдонімом Емінем (англ. Eminem; стилізовано як EMINƎM) — американський репер, музичний продюсер, композитор і актор, один із засновників хіп-хопу. У 2000-х роках у Сполучених Штатах його творів було продано найбільше. Протягом своєї кар'єри він видав 11 альбомів, які посідали перше місце на Billboard 200 і п'ять синглів на Billboard Hot 100, які теж потрапляли на першу позицію. З продажами в США понад 45,1 мільйона альбомів і 42 мільйони треків станом на червень 2014 року, Емінем є другим за продажами чоловічим артистом епохи Nielsen SoundScan, шостим артистом за продажами в США і найпродаванішим хіп-хоп артистом. Журнал Rolling Stone зарахував його до списку 100 найвеличніших артистів всіх часів, називаючи його королем хіп-хопу.
Після свого дебютного альбому Infinite (1996) і Slim Shady EP (1997), Емінем підписав контракт із лейблом Доктора Дре Aftermath Entertainment, внаслідок чого здобув велику популярність у 1999 році з релізом альбому The Slim Shady LP, який приніс йому першу нагороду «Греммі» за найкращий реп-альбом. Його наступні два релізи: The Marshall Mathers LP (2000) і The Eminem Show (2002) стали всесвітньо успішними, кожен з них отримав діамантову сертифікацію продажів у США і також завоювали перемогу на «Греммі» в тій самій категорії, що зробило Емінема першим артистом, який виграв цю нагороду три рази підряд. За ними вийшов Encore (2004), який отримав ще один критичний та комерційний успіх. Емінем пішов на перерву після туру у 2005 році. У 2009 випускає шостий альбом Relapse. 2010 року видано сьомий студійний альбом Recovery, який здобув всесвітній успіх і став найпродаванішим альбомом року так само, як The Eminem Show у 2002-му. Емінем отримав «Греммі» за обидві платівки, Relapse і Recovery. 5 листопада 2013 року видав свій восьмий студійний альбом The Marshall Mathers LP 2, також відзначений премією «Греммі», що, в загальному рахунку, становить 15 нагород. Також 24 листопада 2014 року вийшла Shady XV — друга компіляція Shady Records. Восени 2016 року у своєму Твіттері повідомив, що займається новим альбомом.
На додаток до своєї сольної кар'єри Емінем є оригінальним учасником груп хіп-хопу Середнього Заходу: Soul Intent і D12. Він також відомий своєю співпрацею з колегою з Детройта — репером Royce da 5'9" у дуеті Bad Meets Evil. Емінем заснував кілька підприємств, зокрема Shady Records (із менеджером Полом Розенбергом), який допоміг розпочати кар'єру таких артистів, як 50 Cent. Також створив свою власну радіостанцію, Shade 45, на Sirius XM Radio. 2002 року Емінем знявся в напівавтобіографічній хіп-хоп-драмі «Восьма миля». Він отримав премію «Оскар» за найкращу пісню до фільму, став першим реп-артистом, який виграв цю нагороду. Також з'явився камео у фільмах «Мийка» (2001), «Приколісти» (2009), «Інтерв'ю» (2014) і телесеріалі «Антураж» (2010).

## Життя й кар'єра

### 1972—1995: Ранні роки
Маршалл Брюс Метерз III народився 17 жовтня 1972 року у Сент-Джозефі, Міссурі. Він був єдиною дитиною в сім'ї Маршалла Брюса Метерза старшого (1951 р.н.) і Дебори «Деббі» Нельсон (1955 р.н.). Емінем має англійське, німецьке, шотландське, швейцарське, польське та люксембурзьке походження. Деборі було 14 років, коли вона зустріла 18-річного Брюса старшого, і вона ледь не померла під час народження Емінема. До дванадцяти років Маршалл зі своєю матір'ю часто переїжджали з одного міста Міссурі до іншого (зокрема, вони мешкали в Сент-Джозефі, Саванні й Канзас-Сіті), доки не оселилися у Воррені (передмісті Детройта). Коли Маршалл був підлітком, він почув альбом Beastie Boys Licensed to Ill, після чого він захопився хіп-хопом і з чотирнадцяти років почав читати реп під псевдонімом «M&M». Він організував групу Bassmint Productions, яка видала свій перший мініальбом Steppin' Onto The Scene. Пізніше вони змінили назву на Soul Intent і впродовж 1995 року видали свій перший сингл «Fuckin' Backstabber» під лейблом Mashin' Duck Records. Також він вступив до середньої школи імені Лінкольна у Воррені, де брав участь у фристайл-батлах сусідньої Осборнської середньої школи, виграючи їх і здобуваючи популярність. Маршалла тричі залишали в 9 класі, і після частих пропусків його відрахували зі школи у віці 17 років.
Перший контракт Маршалл уклав з F.B.T. Productions, очолюваною братами Бас (Джефф і Марк). Також деякий час Маршалл отримував мінімальну зарплату, куховарячи й миючи посуд у ресторані «Мисливський будиночок Гілберта» (Сент-Клер-Шорс). 1996 року його дебютний альбом Infinite було записано на студії братів Бас Bassmint Productions і видано під їх незалежним лейблом Web Entertainment. Емінема часто критикували за тексти пісень у його альбомі. Емінем пізніше пояснив: «Це очевидно, я був молодий і перебував під впливом інших артистів; багато хто казав, що я звучу як Nas. 'Infinite' був спробою показати, який стиль репу я б хотів мати. Це був перехідний вік.». Сюжет у Infinite включав усілякі намагання зробити кращим життя його новонародженої доньки Хейлі Джейд і намагання стати успішним. На початку своєї кар'єри Емінем співпрацював з детройтським MC Royce da 5'9" під сценічним ім'ям Bad Meets Evil. Зловживання наркотиками й алкоголем після релізу «Infinite» закінчилися невдалою спробою самогубства.
З виходом The Slim Shady EP Маршалла звинуватили у наслідуванні стилю андеграунд-репера Cage. Просуваючи свій мініальбом, Маршалл звернувся до Джозефа Брюса, учасника Insane Clown Posse, і вручив йому флаєр, в якому було написано, що групу запрошено на вечірку на честь виходу альбому. Брюс відмовився приходити на ту вечірку, бо Маршалл попередньо не спитав дозволу скористатися назвою їх групи в запрошенні. Сприйнявши відповідь Брюса як образу, Маршалл недобре згадав його в радіоінтерв'ю.
Джиммі Айовін, виконавчий директор Interscope Records, попросив демо-касету Емінема 1997 року, після того як той посів 2 місце на Rap Olympics. Айовін дав послухати касету продюсеру Dr. Dre, засновнику Aftermath Entertainment. Dr. Dre з Емінемом почали записувати пісні для дебютного альбому Емінема The Slim Shady LP. Також Емінема запросили записати кілька пісень в альбомі Devil Without a Cause від Kid Rock.

### 1998—1999:The Slim Shady LP
Наступного року після укладення контракту з Aftermath Entertainment/Interscope Records 1999 року, Емінем видав свій перший студійний альбом The Slim Shady LP, більшість пісень у якому спродюсував Dr. Dre. Альбом став одним з найпопулярніших 1999 року, і асоціація RIAA наприкінці року сертифікувала його як потрійно платиновий. До сьогодні у США продано більше 4 мільйонів примірників.
Емінема часто критикували за тексти пісень у його альбомі. У пісні «'97 Bonnie and Clyde» він описує прогулянку зі своєю новонародженою донькою до озера, щоб скинути туди тіло своєї дружини. У пісні «Guilty Conscience» він вмовляє чоловіка вбити свою жінку та її коханця.
«Guilty Conscience» стала початком тісної співпраці між Dr. Dre та Емінемом. Пізніше вони будуть разом працювати над такими піснями, як «Forgot About Dre» і «What's the Difference» з альбому Dr. Dre 2001, «Bitch Please II» з альбому The Marshall Mathers LP, «Say What You Say» з альбому The Eminem Show, «Encore/Curtains Down» з альбому Encore та «Old Time's Sake» і «Crack a Bottle» з альбому Relapse.
Станом на червень 2004 року альбом розійшовся у світі дев'ятимільйонним накладом.

## Політичні погляди
Свої політичні погляди Емінем висловив у кількох піснях. Першою була «Mosh», яка вийшла у 2004 році, за кілька тижнів до президентських виборів у США 2004 року, і яка гостро критикувала тодішнього президента Джорджа Буша. Однак він також не підтримав у пісні Джона Керрі. Він більше не буде висловлювати політичні погляди до виборів 2016 року, коли він опублікував виступ передвиборчої кампанії, в якому критикував кандидата в президенти Дональда Трампа. Наступного року він знову критикував Трампа у своєму фрістайлі під назвою «The Storm». У вільному стилі він висловив підтримку колишньому захиснику Сан-Франциско Коліну Кеперніку та висловив своє невдоволення будь-яким із своїх фанатів, які підтримують Трампа. У своїй пісні «Darkness» він переважно згадує масові стрілянини в Лас-Вегасі 2017 року, а в кінці музичного відео висловлює свою підтримку контролю над зброєю. За тиждень до президентських виборів у США 2020 року він дозволив використовувати свою пісню «Lose Yourself» у передвиборчому відео для Джо Байдена. Він підтримав Байдена на посаді президента на виборах у США 2020 р.  У 2024 році разом з Бараком Обамою підтримав Камалу Гаріс .

## Юридичні питання
Емінем вперше зіткнувся із законом у віці 20 років, коли його заарештували за причетність до стрілянини з пейнтбольної рушниці. Справу було закрито, оскільки потерпілий не з’явився в суді.
3 червня 2000 року Емінем був заарештований під час сварки з Дугласом Дейлом у магазині автомобільної аудіосистеми в Роял-Оук, штат Мічиган, коли він витяг незаряджений пістолет і направив його в землю. Наступного дня у Воррені, штат Мічиган, його знову заарештували за напад на Джона Герра на парковці кафе Hot Rock Café, коли він побачив, як той цілував його дружину. Емінем відтворив напад на Герра у «The Kiss (Skit)» на The Eminem Show. Він визнав себе винним у зберіганні прихованої зброї та нападі, отримавши два роки умовно; однак звинувачення Герра в нападі було знято в рамках угоди про визнання провини. 28 червня 2001 року Емінем був засуджений до одного року умовно та громадських робіт, а також був оштрафований приблизно на 2000 доларів США за звинуваченням у володінні зброєю внаслідок сварки зі співробітником Psychopathic Records.

## Дискографія

### Студійні альбоми
- 1996 — Infinite
- 1999 — The Slim Shady LP
- 2000 — The Marshall Mathers LP
- 2002 — The Eminem Show
- 2004 — Encore
- 2009 — Relapse
- 2010 — Recovery
- 2013 — The Marshall Mathers LP 2
- 2017 — Revival
- 2018 — Kamikaze
- 2020 — Music to Be Murdered By[32]
- 2024 — The Death of Slim Shady (Coup de Grâce)

### Мініальбоми
- 1997 — The Slim Shady EP
- 2003 — Straight from the Lab
- 2011 — Hell: The Sequel (у дуеті з Royce da 5'9")

### Компіляції
- 2002 — 8 Mile
- 2005 — Curtain Call: The Hits
- 2006 — Eminem Presents: The Re-Up
- 2014 — Shady XV

## Фільми за участі Емінема
| Рік  | Фільм                                  | Роль                            | Коментарі |
| ---- | -------------------------------------- | ------------------------------- | --- |
| 2000 | Da Hip Hop Witch                       | Себе                            | |
| 2000 | Up in Smoke Tour                       | Себе                            | Концертний фільм |
| 2000 | The Slim Shady Show                    | Різні персонажі                 | Анімаційний серіал |
| 2001 | Мийка                                  | Кріс                            | Не вказаний у титрах |
| 2002 | Восьма миля                            | Джиммі «B-Rabbit» Сміт-молодший | Премія «Оскар» за найкращу пісню до фільму MTV Movie Award за Найкраще відео з фільму — Lose Yourself MTV Movie Award за Найкращу чоловічу роль Кінонагорода MTV за найкращий прорив року ASCAP Award for Most Performed Song from a Motion Picture — Lose Yourself Critics Choice Award for Best Song — Lose Yourself Номінації на різні премії |
| 2003 | 50 Cent: The New Breed                 | Себе                            | Документальний |
| 2004 | Crank Yankers                          | Біллі Флетчер                   | 2 сезон, 21 епізод |
| 2005 | 50 Cent: Bulletproof                   | Детектив МакВікар               | Голос і зовнішність |
| 2009 | Before I Self Destruct                 | Гангстер                        | Камео |
| 2009 | Приколісти                             | Себе                            | Камео |
| 2010 | Антураж                                | Себе                            | 7 сезон, 10 епізод: «Lose Yourself» |
| 2012 | Something from Nothing: The Art of Rap | Себе                            | Документальний |
| 2012 | How to Make Money Selling Drugs        | Себе                            | Документальний |
| 2025 | Щасливчик Ґілмор 2                     | Дональд Молодший                | Камео |

## Нагороди й номінації
Емінем отримав п'ятнадцять премій «Греммі». Він отримав високу оцінку за «словесну енергію», високу якість ліризму і посідає дев'ятий номер у списку MTV «The Greatest MCs of All Time». 2003 року він посів тринадцяте місце на MTV у номінації «22 найвидатніші музичні голоси» і номер 82 у списку «Безсмертні» журналу Rolling Stone. 2008 року читачі Vibe Magazine проголосували за нього у номінації «The Best Rapper Alive». Після опитування любителів музики на сайті Vibe його назвали «Найкращим репером усіх часів».
За іронією долі, у пісні «The Real Slim Shady» зі свого другого альбому «The Marshall Mathers LP», який отримав нагороду «Греммі», Емінем висловив своє негативне ставлення до цієї нагороди (у другому куплеті), і думку про негативні почуття з приводу отримання будь-яких матеріальних нагород.
2013 року Емінем отримав премії MTV Europe Music Awards у номінаціях Глобальна ікона та Найкращий хіп-хоп виконавець.

## Ділові підприємства
- Shady Records
- Shade 45 (Радіостанція)
- Shady Ltd. (Одяг)
- Shady Games
- Eight Mile Style LLC
- The Marshall Mathers Foundation
- Shady Films

## Особисте життя

### Віра і переконання
Емінем є Християнином і написав реп про свою віру в кількох піснях.

### Стосунки
Емінем був двічі одружений з Кімберлі Енн Скотт. Їхні стосунки почались, коли Емінему було 15, а Кім 13 років. З 1989 по 2006 рік пара постійно розходилася та сходилася. У 1995 у них народилась донька Хейлі Джейд. Після другого шлюбу, який тривав трохи більше ніж 4 місяці, пара остаточно розійшлася.
Він законно усиновив і отримав опіку над дочкою своєї колишньої невістки Алейною Марі, а також дитиною Скотт від роману, Стіві Лейн. Він також виховував свого молодшого зведеного брата Натана. У 2025 році  його біологічна донька народила  йому онука.

### Здоров'я
Емінем публічно говорив про свою залежність від ліків, зокрема вікодін , амбієн і валіум. За словами друга та колеги з D12 Proof, Емінем, який раніше натякнув у своєму синглі 1999 року «My Name Is», що він уникає вживання наркотиків після того, як його мати вживала наркотики, вперше розвинув наркотичну залежність у 2002 році. Під час виробництва 8 Mile Емінем працював по 16 годин на день, розвинулася безсоння. Співробітник дав йому таблетку Ambien, яка вибила [його] з ладу, спонукавши його отримати рецепт. Це був перший досвід наркотичної залежності Емінема, яка вплинула на нього протягом кількох років. Емінем почав приймати ліки, щоб «відчувати себе нормально», міг споживати від 40 до 60 валіуму на день. Ліки присипляли його не більше ніж на дві години, після чого він приймав ще. Вага Емінема зросла до 230 фунтів, і він регулярно їв фаст-фуд. 
Під час свят Емінем перебував під наглядом лікарів у лікарнях Детройта через ускладнення, спричинені пневмонією.
У грудні 2007 року Емінема госпіталізували після передозування метадоном. Він продовжував купувати більше, поки одного вечора не знепритомнів у ванній кімнаті та був терміново доставлений до лікарні. Тамтешні лікарі сказали йому, що він проковтнув еквівалент чотирьох пакетів героїну, і до смерті залишалося «близько двох годин». Пропустивши Різдво зі своїми дітьми, Хейлі, Алейною та Стіві, Емінем виписався з закладу, слабкий і не повністю детоксикований. Протягом місяця його вживання наркотиків «повернулося на колишнє місце». Емінем почав відвідувати церковні збори, щоб очиститися. Він розпочав програму вправ, яка зосереджувалася на бігу. Елтон Джон був наставником у цей період, телефонуючи Емінемові раз на тиждень, щоб перевірити його. Емінем був тверезий з 20 квітня 2008 року.

## Цікаві факти
- Емінем може вимовити 90 слів за 15 секунд. У пісні «Rap God» Емінем вимовляв 9,6 складу слів за секунду, у «Majesty» — 10,3 складу. Композиції «Rap God» належить рекорд Гіннеса за кількістю слів у пісні — 1560[42].
- На церемонії «MTV Movie Awards 2009», що відбувалася 31 травня 2009 року в Лос-Анджелесі, Емінему прямо під ніс своєю п'ятою точкою приземлився персонаж Бруно, зіграний Сашею Бароном Коеном. Пізніше репер зізнався, що цей жарт було заздалегідь сплановано, щоправда, на репетиції Барон Коен був у штанях[43].
- Емінем — шульга[44].
- Зовнішність персонажа коміксів «Особливо небезпечний» Веслі Гібсона списана з Емінема.
- Псевдонім Eminem утворено з його справжнього імені: Marshall Mathers — дві літери «M». Як говорив сам Емінем, «це одна частина мого імені переходить в іншу, народжуючи того, кого ви бачите перед собою — Емінема».
- Після 9-го класу Емінем кілька разів завалив перехідні іспити, що призвело до виключення його зі школи. Сам він на той час не вважав за потрібне отримати освіту.
- У книзі «The Way I Am», яку видано 2008 року, Емінем зізнався, що його світле волосся — це результат передозування екстазі.